# 马峦街道
马峦街道是中国广东省深圳市坪山区下辖的一个街道，位於深圳市東北部，名称取自辖区内的山峰—马峦山。

## 地理
轄區东接石井街道、北接坪山街道和龙田街道、西接碧岭街道，南接盐田区和大鹏新区。
辖区面积 43.86 平方公里，常住总人口约 7.8 万人，实际管理人口约 12.32 万人，其中户籍人口约 1.5 万人。（2016年5月）。

## 行政區劃
马峦街道現有社區居（村）委會數4個
坪环社区、江岭社区、马峦社区和沙坣社区。